# Петешкино
Петешкино — деревня в Бежаницком районе Псковской области России. Входит в состав сельского поселения «Лющикская волость».

## География
Деревня находится на юго-востоке центральной части Псковской области, в пределах Бежаницкой возвышенности, к востоку от водотока Сущёвская Канава (приток реки Ашевки), на расстоянии примерно 3 километров (по прямой) к северу от посёлка городского типа Бежаницы, административного центра района.

### Климат
Климат характеризуется как переходный между типично морским и континентальным с повышенной влажностью.

### Часовой пояс
Деревня Петешкино, как и вся Псковская область, находится в часовой зоне МСК (московское время). Смещение применяемого времени относительно UTC составляет +3:00.

## История
До 2010 года входила в состав ныне упразднённой Бежаницкой волости.

## Население
| 2001 | 2002 | 2010 |
| ---- | ---- | ---- |
| 5    | ↘0   | →0   |